# Bahrain i olympiska sommarspelen 2012
Bahrain deltog i de olympiska sommarspelen 2012 som ägde rum i London i Storbritannien mellan den 27 juli och den 12 augusti 2012. Laget bestod av fyra män och åtta kvinnor, som tävlade i friidrott, simning och skytte.
Genom Maryam Yusuf Jamal, på damernas 1500 m, tog Bahrain sin första medalj i olympiska sammanhang någonsin.

## Medaljörer
| Medalj | Namn               | Sport     | Gren            |
| ------ | ------------------ | --------- | --------------- |
| Brons  | Maryam Yusuf Jamal | Friidrott | Damernas 1500 m |

## Friidrott
Förkortningar
- Notera – Placeringar gäller endast den tävlandes eget heat
- Q = Kvalificerade sig till nästa omgång via placering
- q = Kvalificerade sig på tid eller, i fältgrenarna, på placering utan att ha nått kvalgränsen
- NR = Nationellt rekord
- N/A = Omgången inte möjlig i grenen
- Bye = Idrottaren behövde inte delta i omgången

Herrar
Bana och väg
| Idrottare         | Gren     | Heat     | Heat      | Semifinal | Semifinal | Final            | Final            |
| Idrottare         | Gren     | Resultat | Placering | Resultat  | Placering | Resultat         | Placering        |
| ----------------- | -------- | -------- | --------- | --------- | --------- | ---------------- | ---------------- |
| Belal Mansoor Ali | 1 500 m  | 3:38,69  | 10 q      | 3:35,40   | 7 q       | 3:37,98          | 10               |
| Bilisuma Shugi    | 5 000 m  | 13:31,84 | 25        | i.u.      | i.u.      | Gick inte vidare | Gick inte vidare |
| Ali Hasan Mahboob | 10 000 m | i.u.     | i.u.      | i.u.      | i.u.      | DNF              | DNF              |

Damer
Bana och väg
| Idrottare           | Gren     | Heat     | Heat      | Semifinal        | Semifinal        | Final            | Final            |
| Idrottare           | Gren     | Resultat | Placering | Resultat         | Placering        | Resultat         | Placering        |
| ------------------- | -------- | -------- | --------- | ---------------- | ---------------- | ---------------- | ---------------- |
| Genzeb Shumi Regasa | 800 m    | 2:07,77  | 3 Q       | 2:01,76          | 6                | Gick inte vidare | Gick inte vidare |
| Genzeb Shumi Regasa | 1 500 m  | 4:14,02  | 8         | Gick inte vidare | Gick inte vidare | Gick inte vidare | Gick inte vidare |
| Mimi Belete         | 1 500 m  | 4:07,01  | 5 Q       | 4:05,91          | 8                | Gick inte vidare | Gick inte vidare |
| Maryam Yusuf Jamal  | 1 500 m  | 4:05,39  | 3 Q       | 4:02,18          | 4 Q              | 4:10,74          | 3                |
| Lishan Dula         | Maraton  | i.u.     | i.u.      | i.u.             | i.u.             | 2:36:20          | 62               |
| Tejitu Daba         | 5 000 m  | 15:05,59 | 6 q       | i.u.             | i.u.             | 15:21,34         | 12               |
| Shitaye Eshete      | 5 000 m  | 15:05,48 | 8 q       | i.u.             | i.u.             | 15:19,13         | 10               |
| Shitaye Eshete      | 10 000 m | i.u.     | i.u.      | i.u.             | i.u.             | 30:47,25         | 6                |

## Simning
Herrar
| Idrottare      | Gren         | Heat/kval | Heat/kval | Semifinal | Semifinal | Final | Final     |
| Idrottare      | Gren         | Tid       | Placering | Tid       | Placering | Tid   | Placering |
| -------------- | ------------ | --------- | --------- | --------- | --------- | ----- | --------- |
| Khalid Alibaba | 100 m fjäril |           |           |           |           |       |           |

Damer
| Idrottare     | Gren        | Heat/kval | Heat/kval | Semifinal | Semifinal | Final | Final     |
| Idrottare     | Gren        | Tid       | Placering | Tid       | Placering | Tid   | Placering |
| ------------- | ----------- | --------- | --------- | --------- | --------- | ----- | --------- |
| Sara Al Flaij | 50 m frisim |           |           |           |           |       |           |

## Skytte
Damer
| Idrottare     | Gren                    | Kvalificering | Kvalificering | Final | Final     |
| Idrottare     | Gren                    | Poäng         | Placering     | Poäng | Placering |
| ------------- | ----------------------- | ------------- | ------------- | ----- | --------- |
| Azza Al Qasmi | 50 m gevär 3 positioner |               |               |       |           |